# Dome Fuji
Dome Fuji (ドームふじ Dōmu Fuji), também conhecida como Valkyrie Dome ou Valkyrjedomen, é uma estação japonesa localizada na Antártida.
Está localizada a uma altitude de 3810 metros.